# 雷德希爾 (阿拉巴馬州)
雷德希爾（英語：Red Hill），或直譯為紅丘，是一個位於美國阿拉巴馬州馬歇爾縣的非建制地區。該地的面積和人口皆未知。

## 地理
雷德希爾的座標為34°15′21″N 86°25′27″W / 34.25583°N 86.42417°W，而該地的平均海拔高度為193米（即633英尺）。